# 히라시마섬 (왓카나이시)

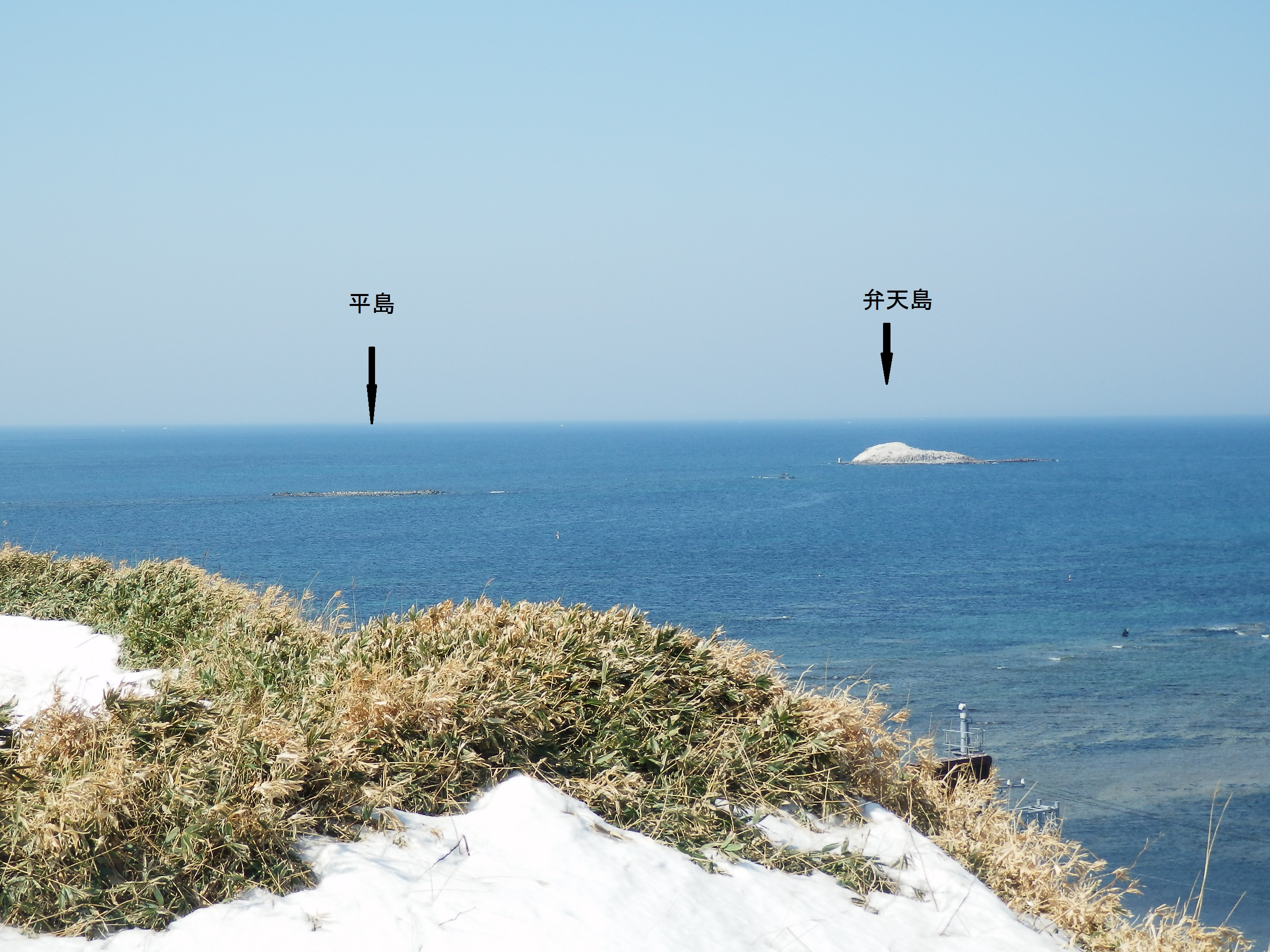

히라시마섬(平島)은 일본 홋카이도 소야 지청 왓카나이시의 위치한 섬이다.
이 섬은 오호츠크해의 벤텐섬 남동쪽에 위치해 있다. 이 섬은 벤텐섬과 홋카이도를 잇는 중간 기착지 역할을 하는 섬이었다. 이 섬은 사람이 살지 않는다.

## 같이 보기
- 벤텐섬
- 소야곶
- 오호츠크해